# 稲葉将太
稲葉 将太（いなば しょうた、1987年〈昭和62年〉8月8日 - ）は、日本の歯科医師であり、タレント、DJ、アイドルプロデューサー。一般社団法人お口プラス　理事長。リクエンターテイメント所属タレント。妻はモデルの越川友貴。

## 経歴
- 2006年3月 学校法人滝学園 滝高等学校　卒業
- 2009年4月 愛知学院大学歯学部歯学科　入学
- 2015年3月 愛知学院大学歯学部歯学科　卒業
- 2015年4月 愛知学院大学歯学部附属病院　総合診療科　配属(研修医)
- 2016年4月 HAMILLE TOKYO DENTAL OFFICE ハミール東京デンタルオフィス　院長就任
- 2018年4月 医療法人歯科ハミール　東京統括院長　就任
- 2020年11月12日 モデルの越川友貴との結婚を発表[1]
- 2021年6月3日 一般社団法人　お口プラス設立　理事長就任
- 2021年10月1日 お口プラス東京五反田院　開院[2][3][4][5][6][7][8][9]
- 2023年3月31日 医療法人歯科ハミール 東京統括院長　辞任　退職
- 2023年5月1日 お口プラス 名古屋名駅院(直営2号院)　開院
- 2025年5月1日お口プラス大阪梅田院（直営３号院）開院

## 人物
そのクールな外見と発言、また派手なライフスタイルから「歌舞伎町のホストすぎる歯科医師」としてテレビなどのメディアやSNSで話題に。
2018年12月4日に放送されたTBS「有田哲平の夢なら醒めないで」ではスタジオにサプライズ登場。タレントの栄藤仁美とデートは3か月前からしており、栄藤仁美はどこを好きになったのか?と有田から質問され、クリニックの診療チェアを新しいやつを買い換えようと彼女に話したら彼女がすぐに社長を紹介しその大きなコネクションに感動したと答えた。さらに、笑顔も素敵と答えた。
栄藤仁美 はその返事に好きがわからないのでそれを一緒に模索してほしいと答え、よろしくおねがいしますとその好意に答えた。
またGUCCIを着ながら診療していると番組内でも答えたり、スタジオ登場時の衣装もGUCCIだったことから【GUCCI医師】と紹介されていた。
2019年2月からは日刊ゲンダイの公式YouTube番組で「カリスマ歯科医稲葉が教えます。」をスタート。歯科業界の謎や話題の歯科アイテムなどを語っている。
2019年8月28日に放送されたテレビ朝日「マツコ&有吉 かりそめ天国」に出演。
お笑いタレントの大久保佳代子が、イケメン歯科医師に歯石を除去されたいという企画であった。
大久保がマスクの下も見たいと伝えた際には、予想より1.08倍長いと表現されていた。
2020年1月25日に放送されたTOKYO MX「美歯Navi」に出演時にはスタジオにいたデヴィ夫人から、「ヴェルサイユの薔薇」に登場しそうと言われ、よく周りにも言われるというエピソードを語った。
その他出演番組でも、未来の歯科業界は明るいといった発言をよくしている。
2020年2月27日に放送されたフジテレビ「アウト×デラックス」に出演。スタジオで、番組レギュラー陣の矢部浩之、マツコ・デラックス、山里亮太たちに「ローランドに文句が言いたい歯医者」だと紹介され、「まだこんな逸材がこの世にいたのか」と驚かれていた。ローランドのような、「自信満々の俺様スタイル」は、自分の方が先だと物申した。また、10年以上彼女がいないという衝撃の事実を明かし、その理由としてバービー人形への愛を語った。VTRで自宅のバービー人形のコレクションも披露し、スタジオにも持参していたバービー人形を熱く説明している。
また2019年にはミスユニバースの審査員を務めた。
DJとしてはShowRym名義で2007年エレクトロ全盛期に活動を開始。
2011年9月HIEROPHANT GREENのアルバムHEAVEN’S DOORに参加しiTunesエレクトロチャート1位、総合チャートでも上位を獲得した。ダンスミュージックを中心にプレイ。彼の主催PARTY「JUNKY」には海外からDMC世界大会を3連覇したDJ CRAZEや、アンセムを数多くもつYeah Yeah Yeahs,またDigitalismやCanblasterらが出演。
2021年にスタートしたTikTokはすぐにバズを連発し現在はフォロワー数42万人越え。2022年2月にはTikTokの公式広告として渋谷街頭ビジョンで放送され話題を呼んだ。
2022年7月には、テレビ朝日人気番組「Newニューヨーク」にて三四郎の小宮浩信、おいでやす小田、ニューヨークの屋敷裕政と漫才を披露した。
また同月「AbemaPrime」でひろゆきと日本の歯科業界の代表として歯科の未来について熱く議論した。
2023年1月にはINCHOとして1stシングル【はみがき子チョコバナナ】をリリースした。
2023年からお口プラスの歯科衛生士(なすちゃん、すいか、マンパネェさんなど)もSNSフォロワー10万人を突破しコラボコント動画を多数発信している。
2024年4月にはNetflixのTVCMにも大抜擢され医療業界を越えた活躍をみせている。
2025年3月26日KADOKAWAから【「変だね」はホメ言葉~自分にかけた呪いの解き方~】を出版。歯科医師で初の大手出版社からの商業出版で話題に。

## ディスコグラフィー
- 「はみがき子チョコバナナ / INCHO」　2023年1月20日リリース

## 出演
テレビ
- テレビ朝日「マツコ&有吉 かりそめ天国」
- TBS 「有田哲平の夢なら醒めないで」
- フジテレビ「林修のニッポンドリル」
- TOKYO MX「美歯Navi」
- フジテレビ「アウト×デラックス」
- 日本テレビ「それって!?実際どうなの課」 2020年10月、2022年5月
- AbemaTV「ABEMAPrime」
- テレビ朝日「Newニューヨーク」
- TBS「ミリオネア・バイヤーズクラブ」
- フジテレビ「ホンマでっか!?TV」
- TBS「サンデージャポン」
- 日本テレビ「月曜から夜ふかし」

Web
- デイリースポーツ[10]　取材　2019年8月28日
- ダイヤモンド オンライン[16]　4週連続取材　2020年8月6日
- ガジェット通信[2]　取材　2021年11月20日　2023年11月29日
- @DIME[3] 取材　2021年12月1日
- デイリーニュース[17]　取材　2022年7月21日
- ねとらぼ[18]　取材　2022年9月27日
- BAILA[19]　取材　2023年5月16日
- beauty matome 取材　2023年11月30日

イベント
- TikTok Creative Festival NAGOYA[20]　出演　2022年11月3日
- Club HITODE イベント　スペシャルゲストDJ　出演　2023年10月15日